# Монталто Карпазио
Монта̀лто Карпа̀зио (на италиански: Montalto Carpasio; на лигурски: Möntäto Carpaxe, Мьонтето Карпазе) е община в Северна Италия, провинция Империя, регион Лигурия. Административен център на общината е село Карпазио (Carpasio), което е разположено на 720 m надморска височина. Населението на общината е 544 души (към 2018 г.).
Общината е създадена в 1 януари 2018 г. Тя се състои от предшествуващите общини Карпазио и Монталто Лигуре.